# Commodore 116
| QS-Informatik | Dieser Artikel wurde wegen inhaltlicher Mängel auf der Qualitätssicherungsseite der Redaktion Informatik eingetragen. Dies geschieht, um die Qualität der Artikel aus dem Themengebiet Informatik auf ein akzeptables Niveau zu bringen. Hilf mit, die inhaltlichen Mängel dieses Artikels zu beseitigen, und beteilige dich an der Diskussion! (+) Begründung: Überarbeitung notwendig: Belege. Knurrikowski (Diskussion) 13:57, 11. Apr. 2016 (CEST) |

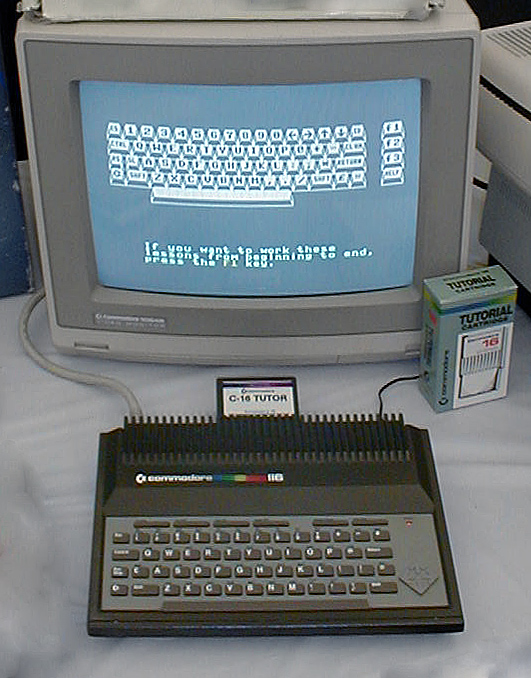
Commodore 116

Der C116 war ein als Einstiegscomputer gedachter Heimcomputer von Commodore. Er war ein Modell der Commodore-264-Serie und dem ursprünglichen Konzept, einen Computer in der Preisklasse der preisgünstigen Konkurrenzmodelle von Sinclair zu veröffentlichen, am ähnlichsten. Verkauft wurde er nur in Europa, obwohl es Prototypen mit der amerikanischen NTSC-Videonorm gab. Wie allen Computern der 264er-Reihe war ihm kein großer Erfolg beschieden. Der C116 wurde, wie die technisch ähnlichen C16 und Plus/4 nur kurze Zeit als BASIC-Lerncomputer im Set mit Datasette (Commodore 1531) und BASIC-Lernkassette angeboten.
Der C116 erschien im Jahre 1984. Technisch war er mit dem C16 identisch, hatte aber ein kleineres Gehäuse mit einer Gummitastatur. Er verfügte über nur 16 KB RAM, davon 12 KB für BASIC verfügbar (2 KB im Grafikmodus). Er besaß keinen Userport, womit die Fertigung aufgrund eines eingesparten ICs gegenüber dem Plus/4 günstiger wurde. Laut Entwickler Bil Herd lag das ursprüngliche Preisziel bei nur 49 US-Dollar. Der C116 war für 119 DM im Handel erhältlich.
Eine Erweiterung des RAM auf 64 KB war nicht vorgesehen. Selbst mit extern angeschlossener RAM-Erweiterungen musste die Platine modifiziert werden. Besser und stabiler war die interne Erweiterung durch einen Ersatz der beiden RAM-ICs und Einlöten einiger Drähte. Mit einem so aufgerüsteten C116 konnte die überwiegende Mehrzahl der Plus/4-Programme verwendet werden.